# السيد (تعز)
السيد هي إحدى قرى الجمهورية اليمنية. وهي تتبع جغرافيًا لمحافظة تعز. وإداريًا لمديرية حيفان. يبلغ تعداد سكانها 2981 نسمة حسب الإحصاء الذي جرى عام 2004.